# Suya
Suya ist ein Ort und ein Arrondissement im Departement Borgou im westafrikanischen Staat Benin. Es ist eine Verwaltungseinheit, die der Gerichtsbarkeit der Kommune Nikki untersteht. Durch das Arrondissement führt die Fernstraße RNIE6.

## Demografie und Verwaltung
Gemäß der Volkszählung 2013 des beninischen Statistikamtes INSAE hatte das Arrondissement 7807 Einwohner, davon waren 3802 männlich und 4005 weiblich.
Von den 91 Dörfern und Quartieren der Kommune Nikki entfallen sieben auf Suya:
1. Bantérè
2. Chein-Daroukpara
3. Dannon
4. Daroukpara
5. Ganchon
6. Soumarou
7. Suya